# Conops selangorensis
Conops selangorensis är en tvåvingeart som beskrevs av Krober 1940. Conops selangorensis ingår i släktet Conops och familjen stekelflugor. Inga underarter finns listade i Catalogue of Life.